# Karl Heinz Delhees

Karl Heinz Delhees (1997)

Karl Heinz Delhees (* 25. September 1932 in Wittlaer bei Düsseldorf; † 1. April 2020 in Zollikerberg; heimatberechtigt in St. Gallen) war ein deutsch-schweizerischer Psychologe und Professor an der ETH Zürich.

## Leben
Karl Heinz Delhees studierte Ende der 1950er- und Anfang 1960er-Jahre an der University of Chicago und der Loyola University Chicago Psychologie und schloss das Studium 1965 an der Universität Zürich ab, wo er auch 1966 promovierte. Anschliessend forschte er einige Jahre an der University of Illinois und der State University of New York als Assistenzprofessor. 1971 wurde er zum Ordinarius für Psychologie und Direktor des Instituts für Wirtschaftspädagogik der Hochschule St. Gallen für Wirtschafts- und Sozialwissenschaften gewählt. Auf den 1. Juli 1977 wählte ihn der Bundesrat zum ordentlichen Professor für Allgemeine Psychologie an die ETH Zürich. Nach erfolgreicher Tätigkeit in Lehre und Forschung an der ETH Zürich wurde er per Oktober 1999 emeritiert.

## Forschung
Zu seinen Forschungsgebieten gehörten die Zukunftsbefähigung bzw. die Zukunftskompetenzen, die vor allem in Wirtschaftskreisen Beachtung fanden. Weiter waren Themen wie Kreativität und Innovation, soziale Kommunikation und Gruppendynamik im Fokus seiner Forschung. Hervorzuheben sind namentlich die beiden Hauptfragestellungen seiner Forschungstätigkeit: die soziale Kommunikation sowie die Zukunftsfragen und deren Kommunikationstauglichkeit. Es war ihm wichtig, dass die Wissenschaft ihren Beitrag zur Bewältigung aktueller gesellschaftlicher Probleme leistet. So trug er mit seinen Arbeiten zur Lern- und Entwicklungsfähigkeit älterer Mitarbeiter dazu bei, den Herausforderungen des demografischen Wandels konstruktiv zu begegnen.
Als Vorsteher der damaligen Abteilung XII für Geistes- und Sozialwissenschaften half ihm sein psychologisches Feingefühl, unterschiedliche Akteure mit auf den Weg ins Gespräch mit Kollegen der Architektur, der Ingenieur- und Naturwissenschaften zu nehmen. Es war ihm ein Anliegen, die Vielfalt des Lehrangebots zu bewahren, um die Kenntnisse in den komplexen Zusammenhängen der modernen Gesellschaft und die Vielfalt ihrer menschlichen Aspekte an die ETH-Studenten heranzutragen. Als Kollege, Lehrer und Mensch war er im Urteil zurückhaltend, und seine liebenswürdige sowie humorvolle Art wurde allseits geschätzt. Dass er sich auch für Fragen anderer Fachgebiete interessierte, kam bei seinen Studenten gut an.